# الوین کلونی
الوین کلونی (به انگلیسی: Allwyn Colony) یک منطقهٔ مسکونی در هند است که در آندرا پرادش واقع شده‌است.